# Hematología

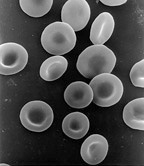
Glóbulos rojos o eritrocitos observados al microscopio

La hematología («tratado, estudio, ciencia» de la sangre) es la especialidad médica (rama de la medicina interna) que se dedica al tratamiento de los pacientes con enfermedades de la sangre o hematológicas. Su campo de actuación es el diagnóstico, tratamiento, estudio e investigación de la sangre y los órganos hematopoyéticos (médula ósea, ganglios linfáticos y bazo) tanto sanos como enfermos.

## Enfoque de la hematología
La hematología una rama de la medicina interna encargada del estudio de las células de la sangre (eritrocitos, etc) y sus precursores, así como de los trastornos estructurales y bioquímicos de estos elementos que puedan conducir a una enfermedad.
La hematología es una ciencia que comprende el estudio de la etiología, diagnóstico, tratamiento, pronóstico y prevención de las enfermedades de la sangre y órganos hemolinfoproductores. Los especialistas en este dominio son llamados hematólogos. Es la única especialidad médica que trata enfermedades malignas (cáncer) y no malignas.
Posee diferentes áreas de enfoque: hematología benigna (anemias), hematología maligna (leucemias, linfomas, mieloma...), hemostasia y trombosis (enfermedades que causan sangrado o trombosis), terapia transfusional (transfusión sanguínea) y trasplante de células madre (trasplante de progenitores hematopoyéticos).

## Fundamentos de la hematología

Hematopoyesis humana. Las características morfológicas de las células hematopoyéticas se muestran como se observa en la tinción de Wright, tinción de May-Giemsa o tinción de May-Grünwald-Giemsa. Los nombres alternativos de ciertas células se indican entre paréntesis. Ciertas células pueden tener más de una apariencia característica. En estos casos, se ha incluido más de una representación de la misma célula. Juntos, los monocitos y los linfocitos comprenden los agranulocitos, a diferencia de los granulocitos (basófilos, neutrófilos y eosinófilos) que se producen durante la granulopoyesis.
b., n. y e. representan basófilo, neutrofílo y eosinófilo, respectivamente - como en promielocito basofílico.
[1] El eritrocito policromático (reticulocito) de la derecha muestra su aspecto característico cuando se tiñe con azul de metileno o Azure B.
[2] El eritrocito de la derecha es una representación más precisa de su apariencia en la realidad cuando se ve a través de un microscopio.
[3] Otras células que surgen del monocito: osteoclastos, microglia (sistema nervioso central), células de Langerhans (epidermis), células de Kupffer (hígado).
[4] Para mayor claridad, los linfocitos T y B se dividen para indicar mejor que la célula plasmática surge de la célula B. Tenga en cuenta que no hay diferencia en la apariencia de las células B y T, a menos que se aplique una tinción específica

Todas las células que forman la sangre derivan de una célula madre pluripotencial localizada en la médula ósea que mediante un proceso de diferenciación que se llama hematopoyesis, da lugar a diferentes tipos de células. Cada una de ellas posee unas característica y funciones específicas. Las principales células que forman la sangre son hematíes (o eritrocitos), leucocitos (neutrófilos, eosinofilos, basófilos, monocitos, linfocitos) y plaquetas.

## Enfermedades hematológicas
Las enfermedades hematológicas son aquellas que afectan la producción de sangre y sus componentes, como los glóbulos rojos, glóbulos blancos, la hemoglobina, las proteínas plasmáticas, el mecanismo de coagulación (hemostasia), etc. 
Algunas de las enfermedades de las que se ocupa la hematología son: 
- Síndromes como el  síndrome mielodisplásico y el  síndrome urémico hemolítico (SHU).
- Anemias como la anemia ferropénica, anemia megaloblástica, anemia de Fanconi, anemia aplásica y anemia hemolítica.

- Neoplasias hematológicas (leucemia, leucemia linfoide aguda, leucemia linfática crónica, leucemia mieloide aguda, leucemia mieloide crónica, linfoma, enfermedad de Hodgkin, linfoma no hodgkiniano, linfoma linfocítico pequeño, linfoma difuso de células B grandes, linfoma de células de manto, macroglobulinemia de Waldenstrom y mieloma múltiple).

- Trastornos de la Hemostasia (coagulación) tanto en su vertiente trombótica (enfermedad tromboembólica) así como en su vertiente hemorrágica (Hemofilia,  Enfermedad de Von Willebrand)

La hematología también incluye el diagnóstico de laboratorio de las enfermedades de la sangre y de las enfermedades sistémicas que tengan expresión en  la misma. En esta vertiente diagnóstica se encuentran la hematimetría, la morfología, la eritropatología, la citogenética hematológica, la citometría de flujo y la trombosis-hemostasia diagnóstica.

## Componentes de la sangre y su importancia
El estudio de la sangre abarca mucho más que los análisis de sangre. Los médicos especialistas en hematología son conocidos como hematólogos o hematólogas, lideran los numerosos avances que se están produciendo en el tratamiento y la prevención de las enfermedades de la sangre.

### Plasma
El componente líquido de la sangre se denomina plasma, una mezcla de agua, azúcar, grasa, proteínas y sales. La principal función del plasma es transportar células sanguíneas por todo el organismo junto con nutrientes, productos de desecho, anticuerpos, proteínas de coagulación, mensajeros químicos como las hormonas y proteínas que ayudan a mantener el equilibrio de líquidos del organismo.

### Glóbulos rojos
Conocidos por su color rojo brillante, los glóbulos rojos (llamados eritrocitos) son las células más abundantes de la sangre y representan entre el 40 y el 45% de su volumen. La forma de un glóbulo rojo es la de un disco bicóncavo con el centro aplanado;  o sewa las dos caras del disco tienen hendiduras poco profundas en forma de cuenco (un glóbulo rojo parece una rosquilla).
La producción de glóbulos rojos está controlada por la eritropoyetina, una hormona producida principalmente por los riñones. Los hematíes comienzan como células inmaduras en la médula ósea y, tras aproximadamente siete días de maduración, se liberan en el torrente sanguíneo. A diferencia de muchas otras células, los glóbulos rojos carecen de núcleo y pueden cambiar fácilmente de forma, lo que les ayuda a adaptarse a los distintos vasos sanguíneos del organismo. Sin embargo, aunque la falta de núcleo hace que un glóbulo rojo sea más flexible, también limita la vida de la célula a medida que viaja por los vasos sanguíneos más pequeños, dañando las membranas de la célula y agotando sus reservas de energía. El glóbulo rojo sobrevive una media de sólo 120 días.
Los glóbulos rojos contienen una proteína especial llamada hemoglobina, que ayuda a transportar el oxígeno de los pulmones al resto del cuerpo y luego devuelve el dióxido de carbono del cuerpo a los pulmones para que pueda ser exhalado. El color rojo de la sangre se debe a la gran cantidad de glóbulos rojos, que obtienen su color de la hemoglobina. El porcentaje del volumen de sangre total que está formado por glóbulos rojos se denomina hematocrito y es una medida común de los niveles de glóbulos rojos.

### Glóbulos blancos
Los glóbulos blancos (p leucocitos) protegen al organismo de las infecciones. Son mucho menos numerosos que los glóbulos rojos y representan aproximadamente el 1% de la sangre.
El tipo más común de glóbulo blanco es el neutrófilo, que es la célula de "respuesta inmediata" y representa entre el 55% y el 70% del recuento total de glóbulos blancos. Cada neutrófilo vive menos de un día, por lo que la médula ósea debe producir constantemente nuevos neutrófilos para mantener la protección frente a las infecciones. La transfusión de neutrófilos no suele ser eficaz, ya que no permanecen mucho tiempo en el organismo.
El otro tipo principal de glóbulo blanco es el linfocito. Existen dos poblaciones principales de estas células. Los linfocitos T ayudan a regular la función de otras células inmunitarias y atacan directamente diversas células infectadas y tumores. Los linfocitos B fabrican anticuerpos, que son proteínas dirigidas específicamente contra bacterias, virus y otros materiales extraños.

### Plaquetas
A diferencia de los glóbulos rojos y blancos, las plaquetas (o trombocitos) no son células propiamente dichas, sino pequeños fragmentos de células. Las plaquetas contribuyen al proceso de coagulación de la sangre reuniéndose en el lugar de una lesión, adhiriéndose al revestimiento del vaso sanguíneo lesionado y formando una plataforma sobre la que puede producirse la coagulación de la sangre. Esto da lugar a la formación de un coágulo de fibrina, que cubre la herida e impide la salida de la sangre. La fibrina también forma el andamiaje inicial sobre el que se forma el nuevo tejido, favoreciendo así la cicatrización.
Un número de plaquetas superior al normal puede causar una coagulación innecesaria, que puede provocar accidentes cerebrovasculares e infartos de miocardio; sin embargo, gracias a los avances realizados en las terapias antiagregantes plaquetarias, existen tratamientos que ayudan a prevenir estos acontecimientos potencialmente mortales. Por el contrario, los recuentos por debajo de lo normal pueden provocar hemorragias extensas.

## Pruebas en hematología
Un hemograma completo proporciona al médico información importante sobre los tipos y el número de células de la sangre, especialmente los glóbulos rojos y su porcentaje (hematocrito) o su contenido en proteínas (hemoglobina), los glóbulos blancos y las plaquetas. Los resultados de un hemograma pueden diagnosticar enfermedades como la anemia, infecciones y otros trastornos. El recuento de plaquetas y las pruebas de coagulación del plasma (tiempo de protombina, tiempo parcial de tromboplastina y tiempo de trombina) pueden utilizarse para evaluar trastornos hemorrágicos y de coagulación.
El médico también puede realizar un frotis sanguíneo, que es una forma de observar las células sanguíneas al microscopio. En un frotis sanguíneo normal, los glóbulos rojos aparecen como células regulares y redondas con un centro pálido. Las variaciones en el tamaño o la forma de estas células pueden sugerir un trastorno sanguíneo.
La hematología comprende el estudio de las células sanguíneas, algunas de las pruebas de laboratorio más usuales son las siguientes:
- Recuento de eritrocitos y hematocrito.
- Recuento de leucocitos.
- Determinación de hemoglobina.
- Fórmula leucocitaria (recuento diferencial de leucocitos).

## Tratamientos
Los tratamientos empleados en hematología son múltiples. Entre ellos está la transfusión de sangre, la quimioterapia para las neoplasias hematológicas y el trasplante de médula ósea.